# Basin Street East Proudly Presents Miss Peggy Lee
Basin Street East Proudly Presents Miss Peggy Lee — концертный альбом американской певицы Пегги Ли, выпущенный в 1961 году на лейбле Capitol Records. В альбом вошли избранные номера, записанные во время выступлений Ли в нью-йоркском ночном клубе Basin Street East, прошедших с 5 февраля по 8 марта 1961 года. Однако некоторые треки были позже перезаписаны в студии.
На 4-й церемонии «Грэмми» альбома получил номинацию в категории «Лучшее женское вокальное исполнение».

## Отзывы критиков
| Оценки критиков               | Оценки критиков |
| Источник                      | Оценка          |
| ----------------------------- | --------------- |
| AllMusic                      | [ 3 ]           |
| Encyclopedia of Popular Music | [ 4 ]           |

Скотт Яноу из AllMusic наградил альбом двумя звездами и написал, что «концертные записи или нет, выступления здесь довольно шаблонные, без какой-либо импровизации, и всё звучит довольно хорошо спланировано заранее. Ли, которая здесь лучше всего исполняет баллады, никогда не отклоняется от мелодий, и в этих исполнениях её обычного репертуара нет ничего уникального или необычного, кроме, возможно, чрезмерно быстрой версии „Fever“».
В журнале Billboard назвали альбом «настоящим прорывом», добавив, что это удивительно сбалансированное выступление, в котором Ли уверенно исполняет баллады, свингеры и ритм-мелодии при прекрасной поддержке группы лучших джазовых музыкантов.

## Список композиций
| №  | Название                                                  | Автор(ы)                                                                                           | Длительность |
| -- | --------------------------------------------------------- | -------------------------------------------------------------------------------------------------- | ------------ |
| 1. | «Day In, Day Out»                                         | Руб Блум, Джонни Мерсер                                                                            | 1:44         |
| 2. | «Moments Like This»                                       | Бёртон Лейн, Фрэнк Лессер                                                                          | 2:59         |
| 3. | «Fever»                                                   | Эдди Кули, Джон Дэвенпорт                                                                          | 2:54         |
| 4. | «The Second Time Around»                                  | Сэмми Кан, Джимми Ван Хьюзен                                                                       | 3:05         |
| 5. | «Medley: One Kiss / My Romance / The Vagabond King Waltz» | Зигмунд Ромберг, Оскар Хаммерстайн II / Ричард Роджерс, Лоренц Харт / Рудольф Фримль, Брайан Хукер | 2:55         |
| 6. | «I Got a Man»                                             | Рэй Чарльз                                                                                         | 2:40         |
| 7. | «Peggy Lee Bow Music»                                     | Билл Холман                                                                                        | 0:14         |

| №                   | Название                                                   | Автор(ы)                                   | Длительность |
| ------------------- | ---------------------------------------------------------- | ------------------------------------------ | ------------ |
| 1.                  | «I Love Being Here With You»                               | Пегги Ли, Билл Шлагер                      | 2:43         |
| 2.                  | «But Beautiful»                                            | Сонни Бёрк, Джимми Ван Хьюзен              | 2:51         |
| 3.                  | «Them There Eyes»                                          | Масео Пинкард, Дорис Таубер, Уильям Трейси | 1:51         |
| 4.                  | «A Tribute to Ray Charles: Just for a Thrill / Yes Indeed» | Луи Армстронг, Дон Рей / Сай Оливер        | 6:29         |
| 5.                  | «Peggy Lee Bow Music»                                      | Билл Холман                                | 0:14         |
| Общая длительность: | Общая длительность:                                        | Общая длительность:                        | 33:14        |